# Augny
Augny (Duits: Auning) is een gemeente in het Franse departement Moselle (regio Grand Est). Augny telde op 1 januari 2022 2.127 inwoners.

## Geschiedenis
De gemeente maakte tot 22 maart 2015 deel uit van het kanton Montigny-lès-Metz in het arrondissement Metz-Campagne. Augny werd opgenomen in het nieuwgevormde kanton Coteaux de Moselle, dat onderdeel werd van het arrondissement Metz.

## Geografie
De oppervlakte van Augny bedroeg op 1 januari 2022 14,98 vierkante kilometer; de bevolkingsdichtheid was toen 142 inwoners per km².

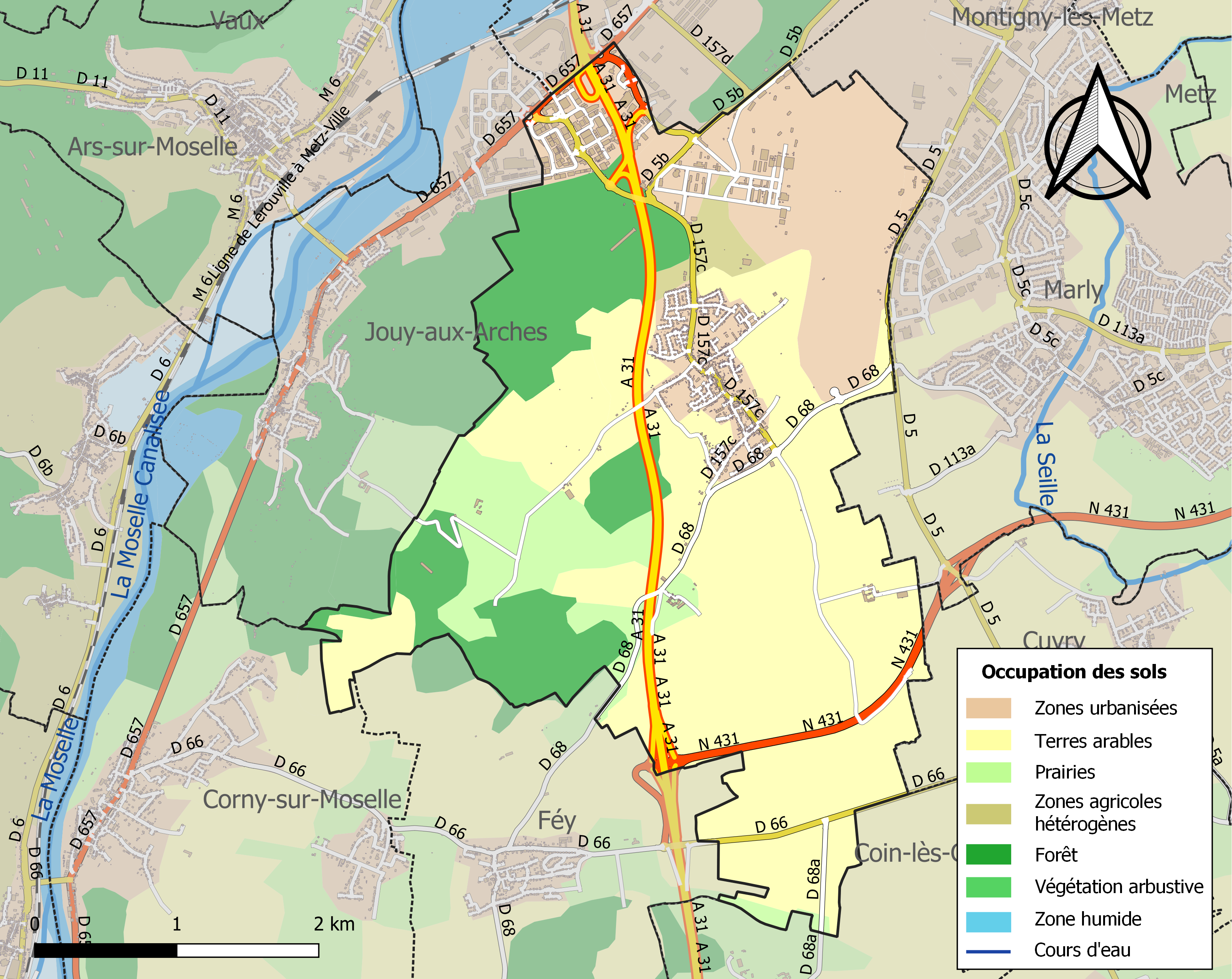
Kaart van de gemeente met de belangrijkste infrastructuur, bodemgebruik en omliggende gemeenten

## Demografie
Onderstaande figuur toont het verloop van het inwonertal (bron: INSEE-tellingen).